# Stephania pierrei
Classification phylogénétique
Synonymes
- Stephania erecta Craib
- binh voi

Stephania pierrei, également connue sous le nom de Stephania erecta ou binh voi en vietnamien, est une vigne caudiciforme originaire de la péninsule indochinoise. Elle est cultivée comme plante d'intérieur ; dans le commerce, elle est généralement décrite comme Stephania erecta. Elle a été décrite pour la première fois par Ludwig Diels en 1910. La racine ou caudex est utilisée en médecine au Vietnam ; la Liste rouge des plantes médicinales du Vietnam de 2006 répertorie Stephania pierrei comme une espèce vulnérable dans le pays.

## Apparence
Stephania pierrei est une vigne herbacée vivace avec un caudex ligneux inhabituel, une tige gonflée sous une forme sphérique et ressemblant esthétiquement à une pomme de terre en couleur et en texture, qui peut atteindre 30 cm (1 pi) de diamètre. Elle pousse de longues vignes avec de petites feuilles circulaires avec des veines en mosaïque complexes. Cette apparence inhabituelle en a fait une plante d’intérieur appréciée. Elle pousse au printemps, d'abord avec des fleurs jaunes, suivies de son feuillage. Le feuillage peut entrer en dormance en hiver.